# Prințesa Henriette Adelaide de Savoia
Henriette Adelaide de Savoia (italiană Enrichetta Adelaide Maria; n. 6 noiembrie 1636, Torino, Ducatul de Savoia – d. 13 iunie 1676, München, Electoratul Bavariei), aparținând Casei de Savoia, a fost ducesă de Bavaria prin căsătoria cu ducele Bavariei, Ferdinand Maria de Wittelsbach. A exercitat o mare influență asupra soțului ei.

## Prințesă de Savoia
Născută la Castelul Valentino din Torino, ea a fost prima născută din două gemene; sora ei Caterina Beatrice de Savoia a murit la Torino la 26 august 1637. La 7 octombrie 1637 ea și-a pierdut și tatăl, Victor Amadeus I, Duce de Savoia, când avea doar un an. Mama ei a fost Christine Marie a Franței, care era fiica regelui Henric al IV-lea al Franței și a reginei Maria de Medici. După decesul tatălui ei, mama ei a servit ca regentă de Savoia în numele a doi dintre frații Henriettei Adelaide: Francis Hyacinth (1632–1638), apoi Carol Emanuel al II-lea (1634–1675) după ce fratele cel mare a murit. Unchii ei, Prințul Maurice de Savoia și Thomas Francis, Prinț de Carignano, au intrigat împotriva cumnatei lor și a anturajului ei francez.
Când primul ei moștenitor, Francis Hyacinth, a murit în 1638, frații Maurice și Thomas au început, cu sprijin spaniol, războiul civil piemontez. Cele două părți au fost cunoscute ca "principisti" (susținători ai prinților) și "madamisti" (susținători ai "Madama Reale," regenta Christine). Cu ajutorul fratelui ei, regele Ludovic al XIII-lea al Franței, Marie Christine a putut să-și învingă cumnații.

## Căsătorie
La 8 decembrie 1650 Henriette s-a căsătorit cu Ferdinand Maria, moștenitor al Electoratului de Bavaria. Anul următor el a devenit Elector după moartea tatălui său, Maximilian.
Henriette Adelaide a avut o influență puternică asupra politicii externe bavareze în favoarea Franței. Aceasta a condus la o alianță între Franța și Bavaria împotriva Austriei. Una dintre rezultatele alianței a fost căsătoria dintre fiica cea mare a lui Henriette Maria Anna și vărul ei Louis, Delfin al Franței (le Grand Dauphin), în 1680.
Ea a avut un rol important în construirea Palatului Nymphenburg și a bisericii Theatine din München. Mulți artiști italieni au fost invitați la München, și ea a introdus, de asemenea, opera italiană la curtea bavareză.
Henriette a murit în 1676, la vârsta de 39 de ani, la München și a fost înmormântată la biserica Theatine.